# (3819) Robinson
(3819) Robinson (1983 AR) – planetoida z pasa głównego asteroid okrążająca Słońce w ciągu 4,61 lat w średniej odległości 2,77 j.a. Odkrył ją Brian Skiff 12 stycznia 1983 roku.